# Léonel de Moustier (1882-1945)
Pour les autres membres de la famille, voir de Moustier.
Pour les articles homonymes, voir Léonel de Moustier.
Le marquis Léonel de Moustier est un homme d'affaires et homme politique français, né le 5 avril 1882 à Paris 7e et mort le 8 mars 1945 à Neuengamme.

## Biographie
Petit-fils du diplomate homonyme du Second Empire, fils de René de Moustier, député du Doubs, Léonel de Moustier devient directeur des charbonnages et vice-président de la Chambre d'agriculture départementale. Il devient conseiller général en 1910, et président du conseil général en 1935, succédant à son père. Mobilisé pendant la Première Guerre mondiale, il est plusieurs fois décoré (voir ci-dessous).
Léonel de Moustier est élu député en 1928, avec l'étiquette de l'Union républicaine démocrate, nom électoral de la Fédération républicaine. Il est constamment réélu jusqu'en 1940. Homme de droite, Léonel de Moustier est aussi profondément républicain, soucieux de modération et de justice sociale. C'est ainsi qu'il intervient pour étendre aux travailleurs agricoles la législation sociale protégeant les ouvriers d'usines. En politique extérieure, il se déclare, dans sa profession de foi, favorable à des initiatives diplomatiques, « sans arrière-pensées » aussi bien qu'à « une préparation militaire suffisante ».
Il appartient à la commission de l'Agriculture, du Suffrage universel, ainsi qu'à la commission d'Assurance et de prévoyance sociale.
À la fin des années 1930, il défend une politique de fermeté face à Hitler. 
Officier de réserve en 1939 (chef d’escadrons), il s'engage et obtient de servir dans une unité combattante bien qu’âgé de cinquante-sept ans et père de douze enfants. Il rejoint le 11e régiment de chasseurs (puis le 4e groupe de reconnaissance de division d'infanterie). Démobilisable en raison de son âge et après la mort de l’un de ses fils tué au combat en octobre 1939 dans le même régiment, il obtient d'Édouard Daladier d'être maintenu dans son affectation au commandement du 1er Groupe du 4e GRDI. 
En mai 1940, dans une situation désespérée près de Lille, sa division encerclée, il parvient avec ses cavaliers à percer les lignes ennemies, à s'échapper avec son escadron et à le conduire jusqu'à Dunkerque où il peut se replier en Angleterre. Après quelques jours seulement passés en Grande-Bretagne, il revient prendre sa place en première ligne jusqu'à l'armistice et est promu officier de la Légion d'honneur.
En sa qualité de député du Doubs, Léonel de Moustier se rend à Vichy et fait partie des quatre-vingts parlementaires qui votent contre l'octroi des pleins pouvoirs à Philippe Pétain le 10 juillet 1940 ; il est l'un des sept députés de droite,. Pour lui, l'armistice est une « trahison », et Pétain, un « traître ».
Léonel de Moustier s'engage ensuite dans la Résistance. Il met son domaine de Bournel à disposition des résistants évadés, des aviateurs britanniques et américains abattus, puis des réfractaires au Service du travail obligatoire. Il est recruté par Jean de Vomécourt, frère de Pierre et Philippe de Vomécourt, pour participer aux activités du SOE dans la région dès le printemps 1941. Entré dans les Forces françaises combattantes (FFC) en janvier 1943 en qualité d'agent P1, il appartient au Bureau des opérations aériennes (BOA) de la Région D et recherche des terrains de parachutages. En 1943, il entre en contact avec l'Organisation de résistance de l'armée et est nommé, par le colonel Jean Maurin, chef militaire de l'ORA pour l'arrondissement de Baume-les-Dames.
Le 23 août 1943, Léonel de Moustier est arrêté par la Gestapo avec deux de ses fils Guy et Henri. Incarcéré à la prison de la Butte à Besançon, puis transféré au camp de Compiègne, il est déporté au camp de Neuengamme en juillet 1944. Étant parlementaire, il peut bénéficier d'un traitement de faveur, mais le refuse. Il meurt d’épuisement au kommando de Bremen-Farge le 8 mars 1945.
Il est fait Compagnon de la Libération à titre posthume par décret du 2 octobre 1945.
De son union, le 5 juin 1906 à Bruxelles, avec la princesse Jeanne Marie Louise de Ligne (2 octobre 1887 - Bruxelles † 23 février 1974 - Montabon), fille de Ernest (1857-1937), 10e prince de Ligne, il eut 12 enfants dont Roland de Moustier, qui lui succédera dans ses mandats électoraux. Quatre de ses enfants seront conseillers généraux : 3 dans le Doubs et sa fille aînée Renée Armand, dans la Sarthe. Sa fille Claude (1924-2018), épouse d'Aymard de Courson, est la mère du député Charles de Courson.

## Décorations
- Officier de la Légion d'honneur à titre militaire.
- Compagnon de la Libération à titre posthume par décret du 02 octobre 1945
- Croix de guerre 1914–1918 (cinq citations).
- Croix de guerre 1939–1945
- Médaille de la Résistance française par décret du 17 décembre 1968[7]

## Sources
- « Léonel de Moustier (1882-1945) », dans le Dictionnaire des parlementaires français (1889-1940), sous la direction de Jean Jolly, PUF, 1960 [détail de l’édition]
- résumé de la thèse de doctorat "Ordre, famille, patrie“ : perception et influence de la Première Guerre mondiale sur la Droite modérée en France pendant les années 1920. Naissance d’un parti, culture politique, milieu social" (elle s'appuie sur l'exemple du Doubs): http://www.crid1418.org/doc/textes/hoffmann_these.pdf
- Biographie en ligne sur le site de l'Ordre de la Libération
- Olivier Matthey-Doret, les Compagnons de la Libération de la Région D , 1996
- Pierre Miquel, Les quatre-vingts, éditions Fayard, 1995,  (ISBN 2-213-59416-3)
- Jean Odin, Les Quatre-vingts, FeniXX réédition numérique, 1996, 232 p. (ISBN 978-2-40207-154-3)
- Henri de Moustier, 1940, L'armistice-trahison/ le courage politique de Léonel de Moustier , Editions Cêtre, 2002, 375 pages[8].